# Composizione (fotografia)
Con il termine di composizione fotografica si intendono tutte le decisioni prese dal fotografo, al momento dello scatto, riguardo alla scelta del soggetto da rappresentare e alle sue relazioni con l'ambiente circostante (sfondo). Altre soluzioni possono essere di tipo pratico, la scelta della posizione da cui scattare la foto (inquadratura, prospettiva), o di tipo tecnico quali il tempo di esposizione o la messa a fuoco. Solitamente le scelte pratiche influiscono maggiormente sulla composizione dell'immagine mentre il risultato dal punto di vista qualitativo (bilanciamento corretto del colore o assenza di rumore) si raggiunge grazie alla tecnica.
Obiettivo di queste decisioni è il comporre un'immagine che trasmetta le sensazioni di quel particolare momento, coinvolgendo l'osservatore e focalizzandone l'attenzione su determinati particolari. Raggiungere questo obiettivo significa rendere dinamica un'immagine, allontanandola dal senso di staticità che si può creare fotografando un soggetto immobile (un albero, delle montagne). Difatti il soggetto di una foto può essere una persona ma anche un oggetto o un panorama; in questo caso scegliere il soggetto significa anche scegliere il metodo di comporre l'immagine.
Scattare una foto ben composta non è sempre semplice, poiché la quantità di elementi presenti nell'inquadratura potrebbe rendere difficile il posizionamento di un soggetto in modo tale che attragga l'attenzione, fugandola da particolari secondari o indesiderati.
Accade infatti spesso che in una foto appaiano elementi in posizioni di disturbo sui quali cade l'occhio, distogliendo la concentrazione dal vero protagonista dello scatto che viene lasciato in secondo piano. In alcuni casi possono finire nell'inquadratura soggetti indesiderati che rovinano la scena (tipico esempio è il palo della luce con i suoi fili davanti ad un paesaggio).
Il consiglio che viene dato al fotografo novizio è quello di non posizionare il soggetto al centro dell'immagine ma di cercare di decentrarlo rendendo l'immagine più movimentata (evitando la tipica inquadratura da fototessera, piatta e statica).
Questo consiglio si basa su una regola principale da seguire (ma anche infrangere), la più nota nel campo della composizione dell'immagine: la regola dei terzi.

## Riferimenti per la composizione

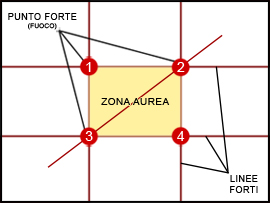
Immagine di riferimento per la divisione in terzi

La scelta del soggetto e del tipo di foto influiscono sulla scelte compositive. In generale si può applicare la proporzione in terzi a qualsiasi scatto, ma si possono stabilire delle linee stilistiche di riferimento in base alla sua tipologia.
Per seguire gli esempi si utilizzi l'immagine di riferimento della griglia di divisione in terzi.

### Foto ritratto
È la tipologia di foto in cui più difficilmente si riesce ad applicare la regola dei terzi. Tendenzialmente il volto viene posto all'interno della zona aurea andando a ricadere nella staticità dell'immagine, e in questo caso più precisamente nella simmetria. In molti casi questo non è un errore (è proprio una scelta voluta) ma volendo applicare un po' di teoria sulla composizione possiamo rompere questa staticità (alternativamente) riprendendo il soggetto da un'angolazione più interessante, facendogli inclinare leggermente la testa (cercando di coprire una linea di forza diagonale), rivolgendone il corpo verso una direzione e facendolo voltare verso l'obbiettivo o in alternativa guardare fuori dall'inquadratura (creando nell'osservatore una sensazione di interesse in cosa si cela al di fuori dello scatto). Seguendo strettamente la divisione in terzi dobbiamo più semplicemente posizionarlo su una delle linee di forza (verticali o diagonali) o, se vogliamo essere meticolosi, dobbiamo trovare un dettaglio o un particolare da posizionare in uno dei punti di forza. Se scegliamo di utilizzare una linea di forza (molto spesso quella destra) una parte dell'immagine sarà occupata dallo sfondo: questa situazione ci dà l'opportunità di inserire nell'inquadratura un elemento (ricordandoci sempre di lasciarlo in secondo piano) da contrapporre al soggetto per rendere la foto ancora più equilibrata.

### Foto di un soggetto in un ambiente

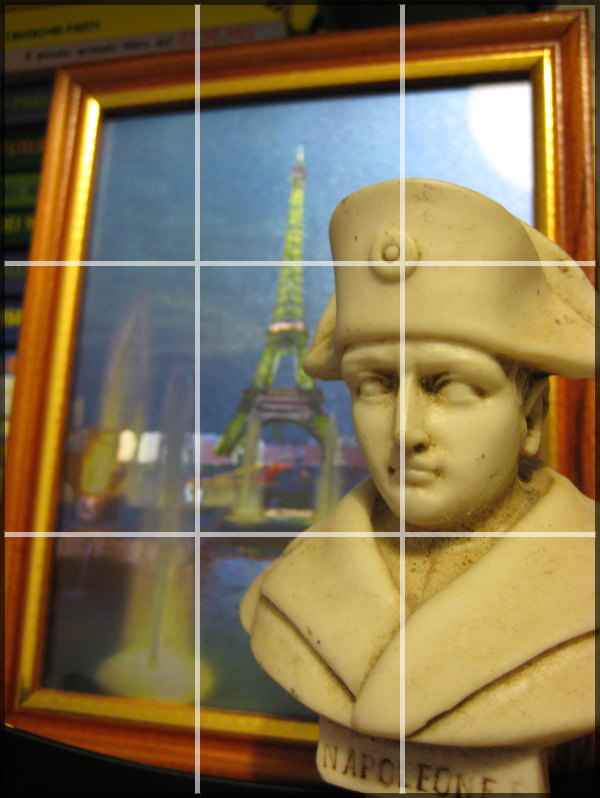
Foto Esempio Soggetto in Ambiente

In questo caso si cerca di fotografare una persona (o un oggetto) in un contesto. Diversamente da un foto-ritratto entrano nell'inquadratura più elementi (non necessariamente desiderati) che possono aiutare la composizione di un'immagine equilibrata ma anche saturarne i fuochi. Se, come appena detto, posizionassimo in tutti e quattro i punti di forza un elemento avremmo troppi centri di interesse che creerebbero un disequilibrio nell'immagine ed una forte confusione compositiva.
Facendo riferimento alla griglia della divisione in terzi possiamo stabilire alcune indicazioni generali di riferimento (esempi, più adatti a fotografare una persona):
- Il soggetto viene posizionato sulla linea di forza verticale destra (2-4), il volto è all'altezza del punto di forza superiore (2), lo sguardo è in direzione del fuoco opposto (3) o verso l'obbiettivo.
- Il soggetto viene posto sulla linea di forza verticale sinistra (1-3), il volto è all'altezza del punto di forza superiore (1), lo sguardo è in direzione del fuoco opposto (2) o verso l'obbiettivo.
- Il soggetto è posto nel fuoco inferiore destro (4) ed è presente un elemento secondario nel fuoco opposto superiore (1).

Nell'ultimo esempio il protagonista dello scatto è nella posizione più influente, quella in basso a destra, e l'elemento di contrapposizione è posto in secondo piano, in alto a sinistra. Questa composizione crea una linea diagonale che rafforza entrambi gli elementi e che si allontana molto dalla simmetria.  

### Foto di un paesaggio (panorama)

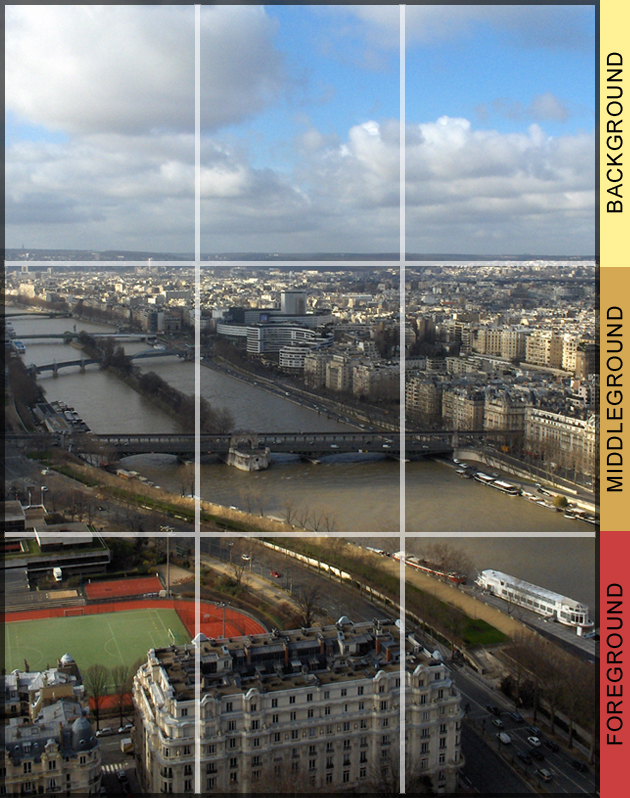
Foto Esempio Paesaggio. Suddivisione in fore, middle e background

Le foto paesaggistiche, solitamente soggetti immobili, risultano relativamente difficili da comporre. Non necessariamente si cerca una rottura della staticità in quanto il risultato voluto potrebbe essere proprio quello di trasmettere una sensazione di calma e tranquillità, comunque sia l'obiettivo rimane quello di creare un'immagine che attiri l'occhio.
Una panoramica è solitamente priva di soggetti principali (che potremmo posizionare in uno dei fuochi) quindi per comporre la foto ci si basa sulle forme espresse dal paesaggio.
Uno degli errori più comuni è quello di comporre l'immagine posizionando l'orizzonte al centro dell'inquadratura, tagliando in due parti uguali la foto.
Sempre facendo riferimento alla regola dei terzi si possono stabilire delle linee guida di riferimento (esempi, fotografia di un paesaggio):
- Utilizzo delle linee di forza: l'orizzonte viene posizionato sulla linea di forza orizzontale inferiore, la foto viene quindi divisa in tre parti fondamentali:
  - Foreground: la parte più vicina al fotografo, si tratta di zone sullo stesso piano dello scatto o di mare (nei paesaggi marittimi, seascape). La zona è contenuta tra il bordo inferiore dell'immagine e la linea di forza orizzontale inferiore (3-4).
  - Middleground: la parte intermedia tra fotografo e sfondo o comunque la parte superiore all'orizzonte, si può trattare di montagne (landscape) o di cielo (seascape). Questa parte è limitata dalle due linee di forza orizzontali (3-4, 1-2).
  - Background: lo sfondo dell'immagine, in maggior parte cielo ma potrebbe contenere anche elementi di interesse. È la restante parte dell'immagine che dalla linea di forza orizzontale superiore arriva al bordo della foto.
- Utilizzo di linee di forza diagonali: per esempio, fotografando un paesaggio montano, il crinale dei rilievi viene posizionato in modo da seguire un'andatura diagonale (passante in generale tra due fuochi opposti 3-2/1-4).
- Utilizzo di punti di prospettiva: per evitare immagini piatte, che non danno senso della profondità, si cerca di posizionare nell'inquadratura un elemento molto vicino al fotografo (come il ramo di un albero) in modo da rendere meglio l'idea della prospettiva e quindi della profondità di campo.

### Foto Macro

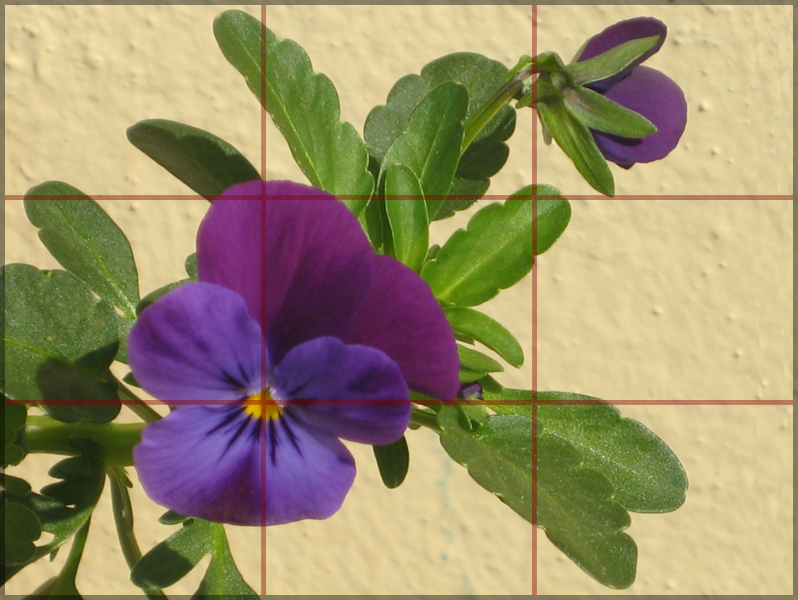
Foto Macro composta secondo la regola dei terzi

La necessità delle foto macro di raccogliere quanti più dettagli possibili del soggetto non si accoppia molto bene con l'idea di composizione. Infatti se decidessimo per esempio di porlo su uno dei punti di forza dell'immagine otterremmo un risultato probabilmente non voluto perché l'occhio si concentrerebbe di più sulla sua integrità che sui dettagli che lo compongono. Tuttavia parlando in termini di composizione possiamo dire che anche in questa tipologia di foto è possibile intervenire ma solitamente vista la ricerca dell'alta definizione del dettaglio è probabile che il fotografo scelga diversamente.

## Tecniche di composizione secondarie
Possiamo utilizzare altri metodi di composizione di un'immagine, sono teorie meno affermate e in parte influenzate dalla regola dei terzi.

### Composizione sulla diagonale
L'immagine è divisa diagonalmente in due parti, solitamente una più scura dell'altra per creare equilibrio; la diagonale passa per due punti di interesse.
La definizione di questo tipo di composizione è influenzata molto dalla regola dei terzi (si pensi alla diagonale che interseca due punti di forza della zona aurea).

### Composizione circolare
Più adatta alle fotografie paesaggistiche, prevede il posizionamento del soggetto al centro dell'immagine e di altri elementi attorno (disposti in modo da accerchiarlo).

### Composizione a radianti
Viene definito un punto di maggiore interesse da cui si delineano delle traiettorie, verso il resto dell'inquadratura, che conducono a particolari significativi.

## Tecniche fotografiche di aiuto alla composizione
Esistono delle tecniche fotografiche che possono aiutare molto nella composizione dell'immagine. La più nota, e forse l'unica che merita di essere citata in questo contesto è quella della resa dello sfocato o contributo delle zone fuori fuoco ormai nota come Bokeh.
Nell'inquadratura viene messo a fuoco il soggetto principale mentre tutto il resto, più precisamente le zone in secondo piano e lo sfondo, risultano sfocate.
Questa tecnica garantisce un ottimo rendimento dal punto di vista di definizione del punto di interesse, ovvero l'unica parte della foto che risulta nitida, e degli elementi secondari, che comunque hanno un peso nell'equilibrio dell'immagine.
Un'ulteriore tecnica che crea dinamismo nella foto è quella del Panning utilizzata per soggetti in rapido movimento. Anche in questo caso è a fuoco solo l'elemento di interesse mentre il resto rimane sfocato dando un'idea di movimento.

## Infrangere le regole
È il consiglio migliore; tutte le regole di composizione sono ottimi punti di riferimento per creare buoni scatti, tuttavia la sperimentazione personale di posizioni e angolazioni porta sempre a nuovi risultati.

## Esempi

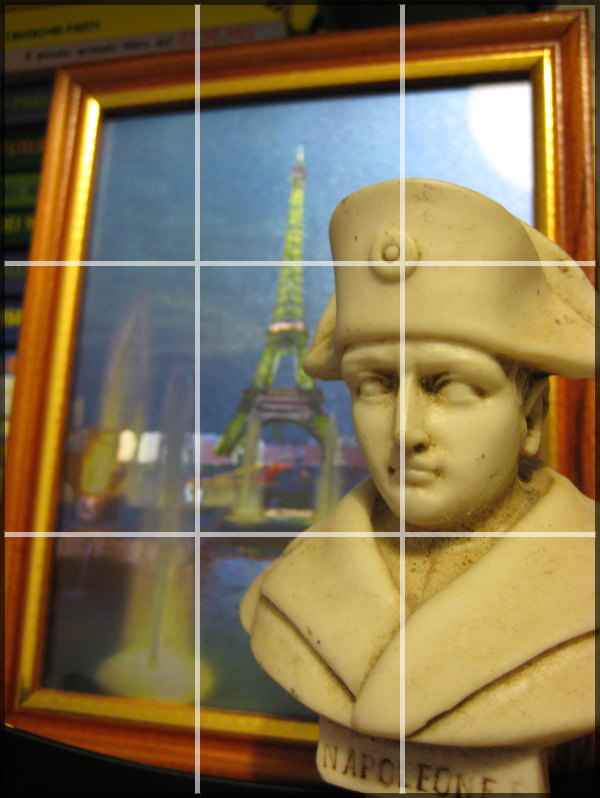
Il soggetto è posto sulla linea di forza (2-4), sullo sfondo è presente un elemento secondario. È stata utilizzata la tecnica del Bokeh per sfocare leggermente lo sfondo e risaltare il protagonista dello scatto.
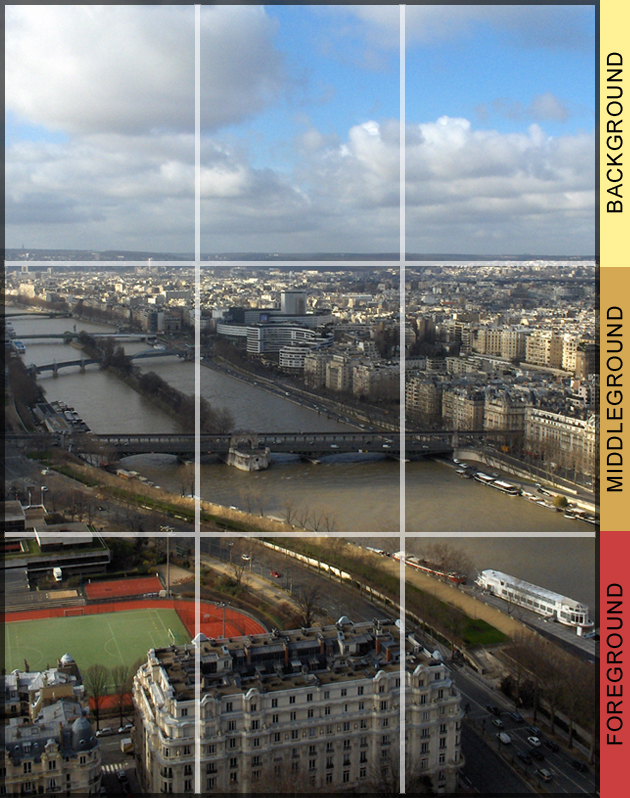
Lo scatto (landscape) è composto seguendo le indicazioni della divisione in tre parti dell'immagine (fore, middle e background). La parte in primo piano è dedicata ad un edificio, a metà è presente il paesaggio vero e proprio mentre nello sfondo abbiamo solo cielo. Da notare come il fiume, che attraversando l'immagine diagonalmente, rompe il senso di piatto dello scatto.
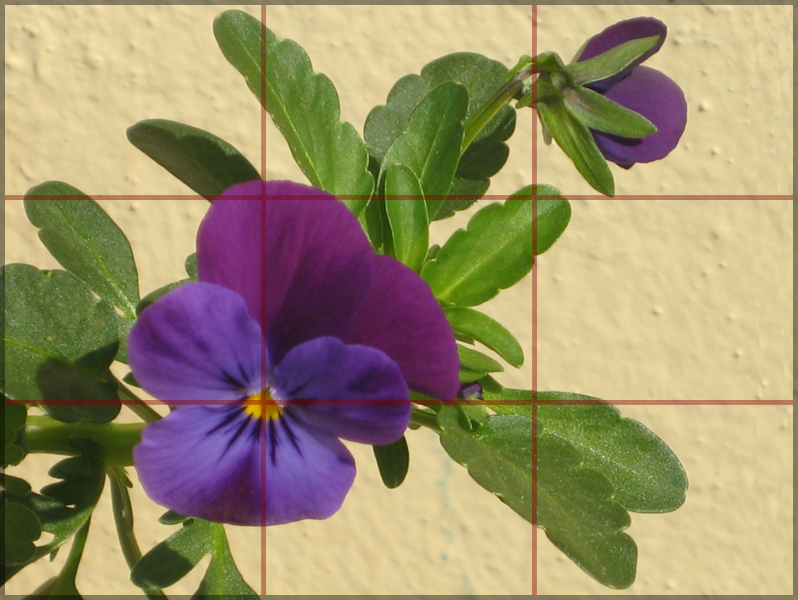
In questa foto macro non è posta molta attenzione al dettaglio, viene quindi composta seguendo la divisione in terzi, inquadrando il fiore nel punto focale (3). Il passaggio in diagonale del fiore nell'immagine e la presenza di un elemento di contrapposizione nel fuoco (2) rendono l'immagine più dinamica. Da notare la sensazione di “vuoto” presente sulla destra dell'immagine.
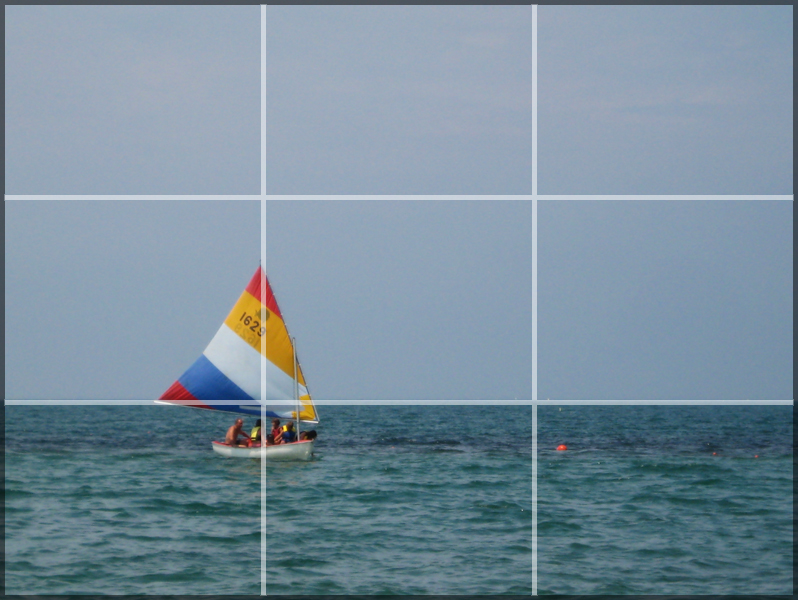
La foto (seascape) rispetta le indicazioni di posizione dell'orizzonte, maggiore importanza viene data al cielo che copre 2/3 dell'immagine. Il soggetto dello scatto rimane comunque la barca a vela che è stata posta sul fuoco (3). Da notare è la boa rossa che, essendo molto vicina ad un punto di forza, sbilancia leggermente l'immagine sulla destra.